# Color Line

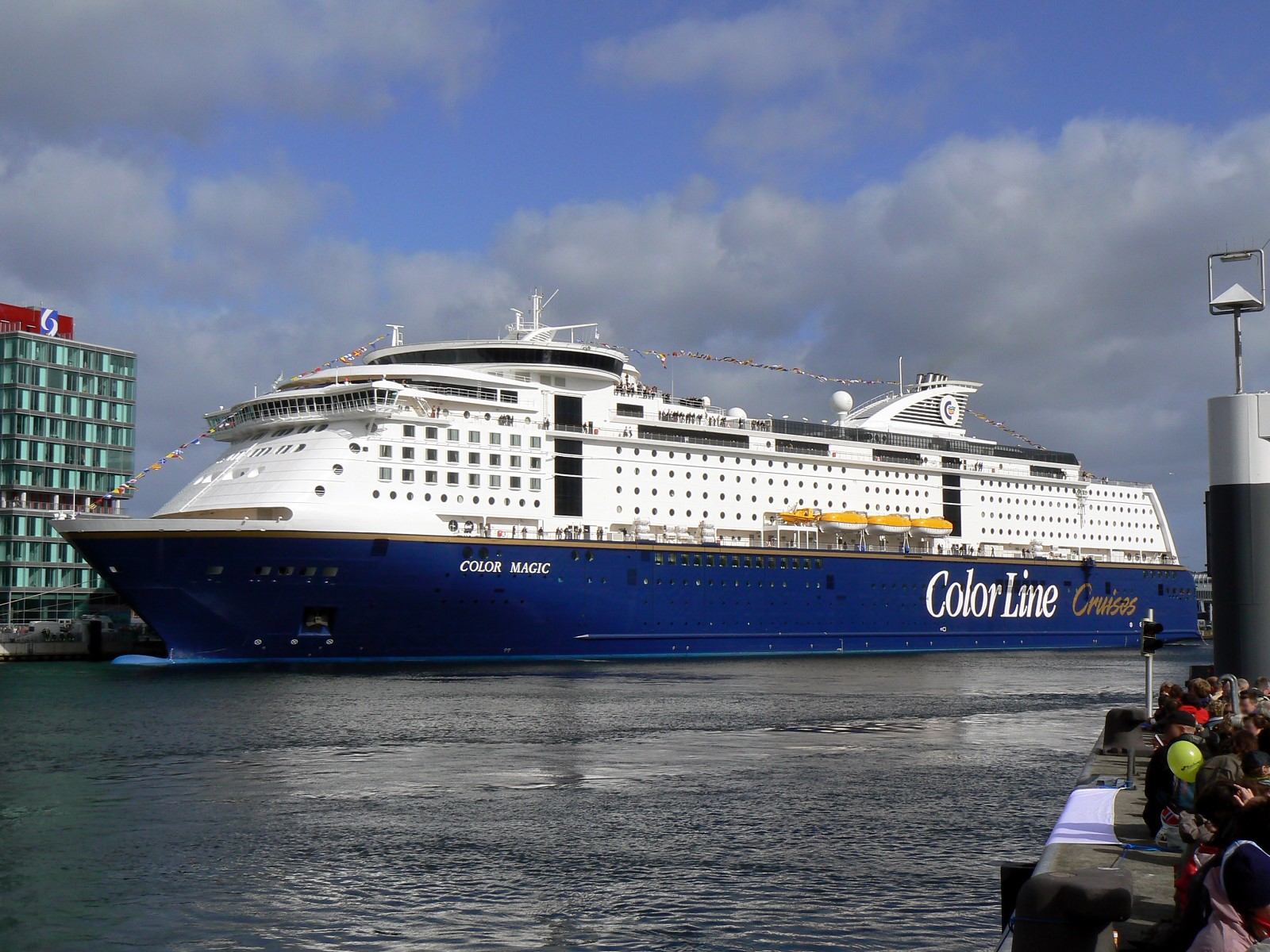
M/S Color Magic i Kiel

Color Line är ett norskt rederi, som bedriver trafik med kombinerade passagerar- och bilfärjor mellan Norge och Sverige, Danmark och Tyskland.
Huvudkontoret finns i Oslo. Företaget har 3 500 anställda och trafikerar fyra linjer  - Oslo-Kiel, Larvik-Hirtshals, Kristiansand-Hirtshals och Sandefjord-Strömstad med tillsammans fem fartyg.

## Historia
Rederiet grundades 1991. År 1997 köpte rederiet upp Larvik Line som trafikerade Larvik-Fredrikshamn, och året efter, 1998, köptes även Scandi Line, som trafikerade Sandefjord-Strömstad. Scandi Line bytte namn till Color Scandi Line, men från årsskiftet 2001 blev det Color Line alltsammans. Vid sidan om fartygstrafiken driver man även ett hotell i Skagen.
Åren 1998-99 drevs flygbolaget Color Air som systerbolag till Color Line.
Color Lines ägare heter Olav Nils Sunde.

## Fartyg
Rederiets fartyg och året de förvärvades:
| Fartyg            | Typ             | Byggt | I tjänst | Rutt                   | Dödvikt   | Flagga | Notering                          |
| ----------------- | --------------- | ----- | -------- | ---------------------- | --------- | ------ | --------------------------------- |
|                   |                 |       |          |                        |           |        |                                   |
| M/S Color Fantasy | Kryssningsfärja | 2004  | 2004–    | Oslo–Kiel              | 75 027 GT | Norge  |                                   |
| M/S Color Magic   | Kryssningsfärja | 2007  | 2007–    | Oslo–Kiel              | 75 100 GT | Norge  | Largest cruiseferry in the world. |
| M/S Superspeed 1  | Kryssningsfärja | 2008  | 2008–    | Kristiansand–Hirtshals | 33 500 GT | Norge  |                                   |
| M/S Superspeed 2  | Kryssningsfärja | 2008  | 2008–    | Larvik–Hirtshals       | 33 500 GT | Norge  |                                   |
| M/S Color Hybrid  | Kryssningsfärja | 2019  | 2019–    | Sandefjord–Strömstad   | 27 000 GT | Norge  |                                   |